# Донецкий троллейбус
Донецкий троллейбус (укр. Донецький тролейбус), до 1961 года Сталинский троллейбус — система общественного транспорта в городе Донецк, была открыта 31 декабря 1939 года.
Являлась хронологически четвёртой на территории Украины (после Киева, Черновцов и Харькова), восьмой в СССР и последней, открытой перед Великой Отечественной войной.
По состоянию на 2020 год имелось 15 действующих маршрутов, около 93 км контактной сети, 215 троллейбусов (в том числе служебных) и 2 депо.

## Маршруты
Действующие маршруты
- 2 ДМЗ — Ж/Д Вокзал
- 4 Ул. Горького — Просп. Мира

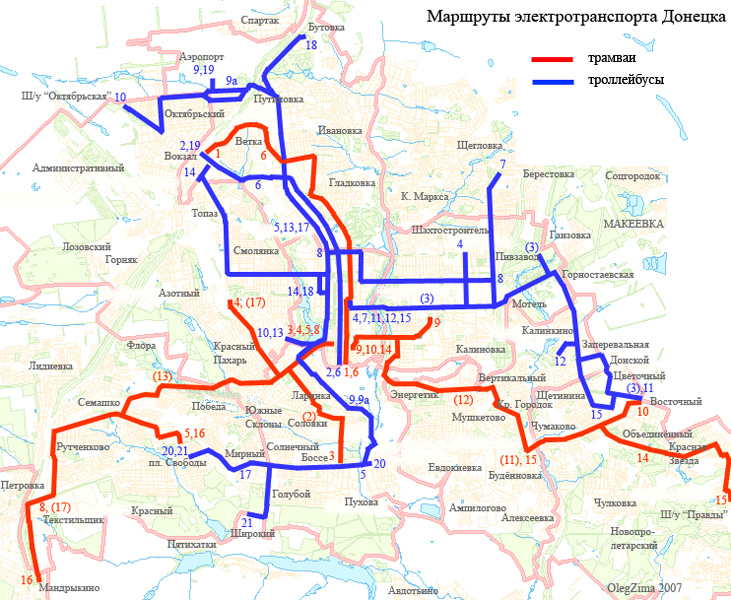
Трамвайные и троллейбусные маршруты

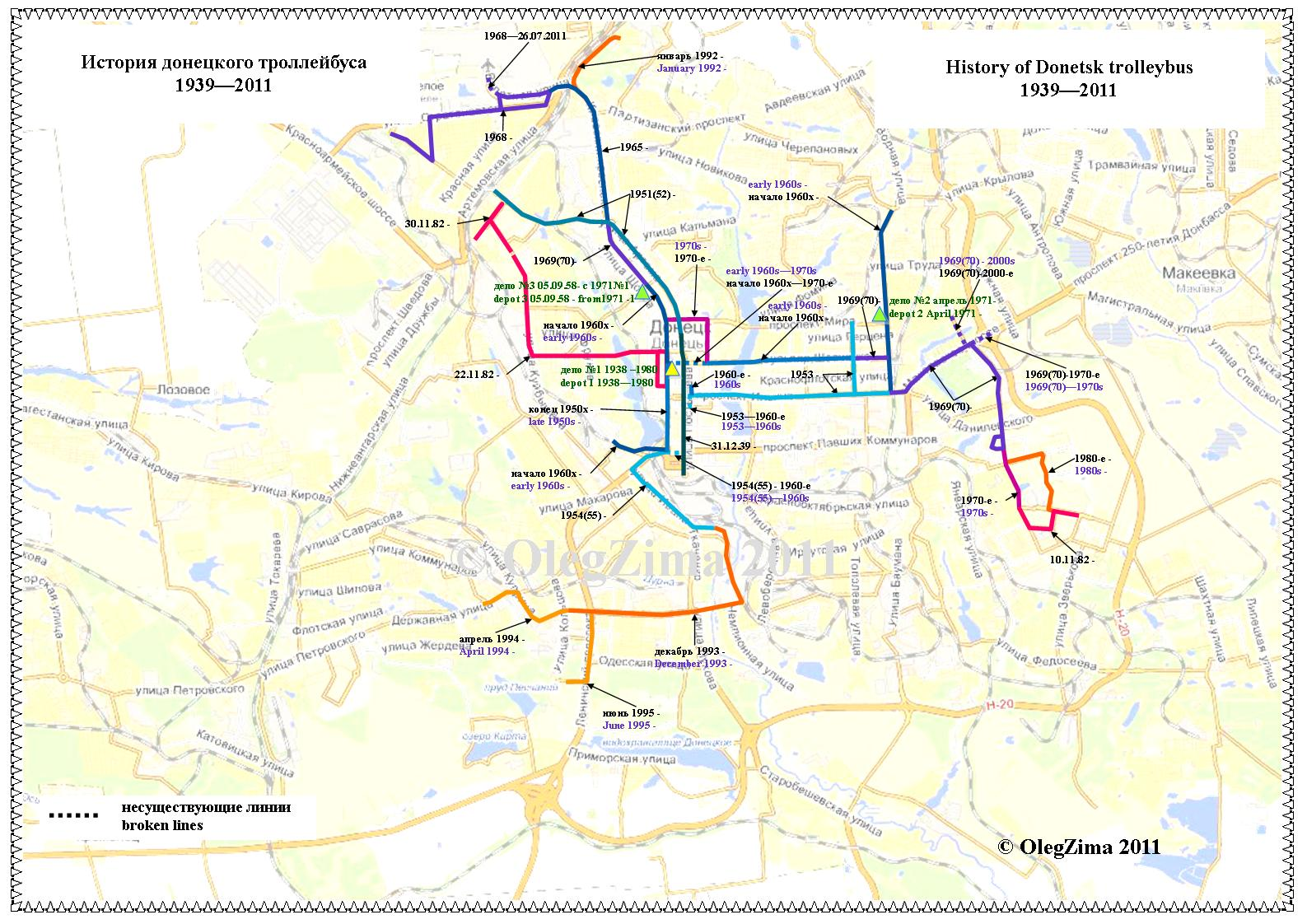
История маршрутов донецкого троллейбуса

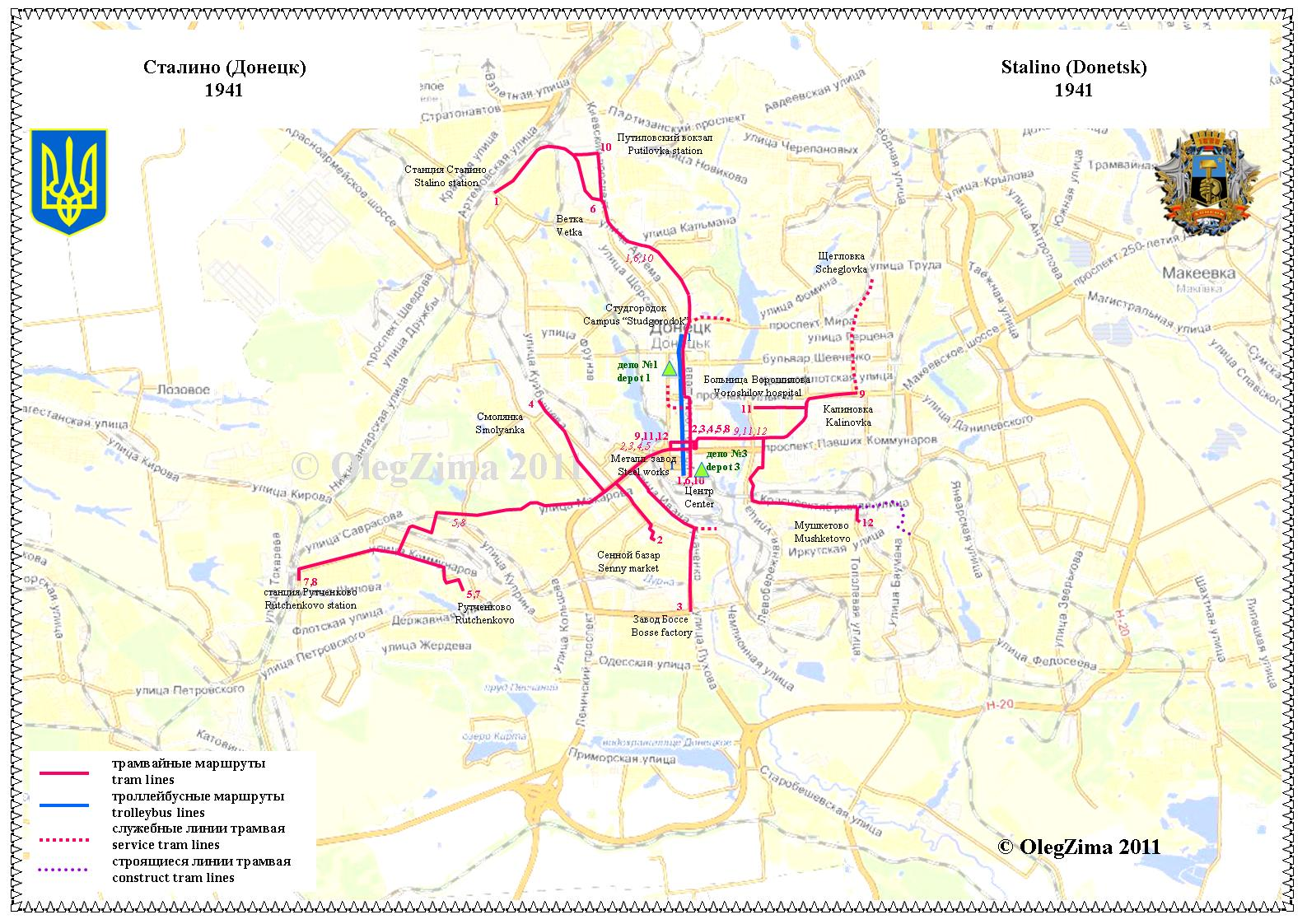
Маршруты троллейбуса г. Сталино в 1941 году

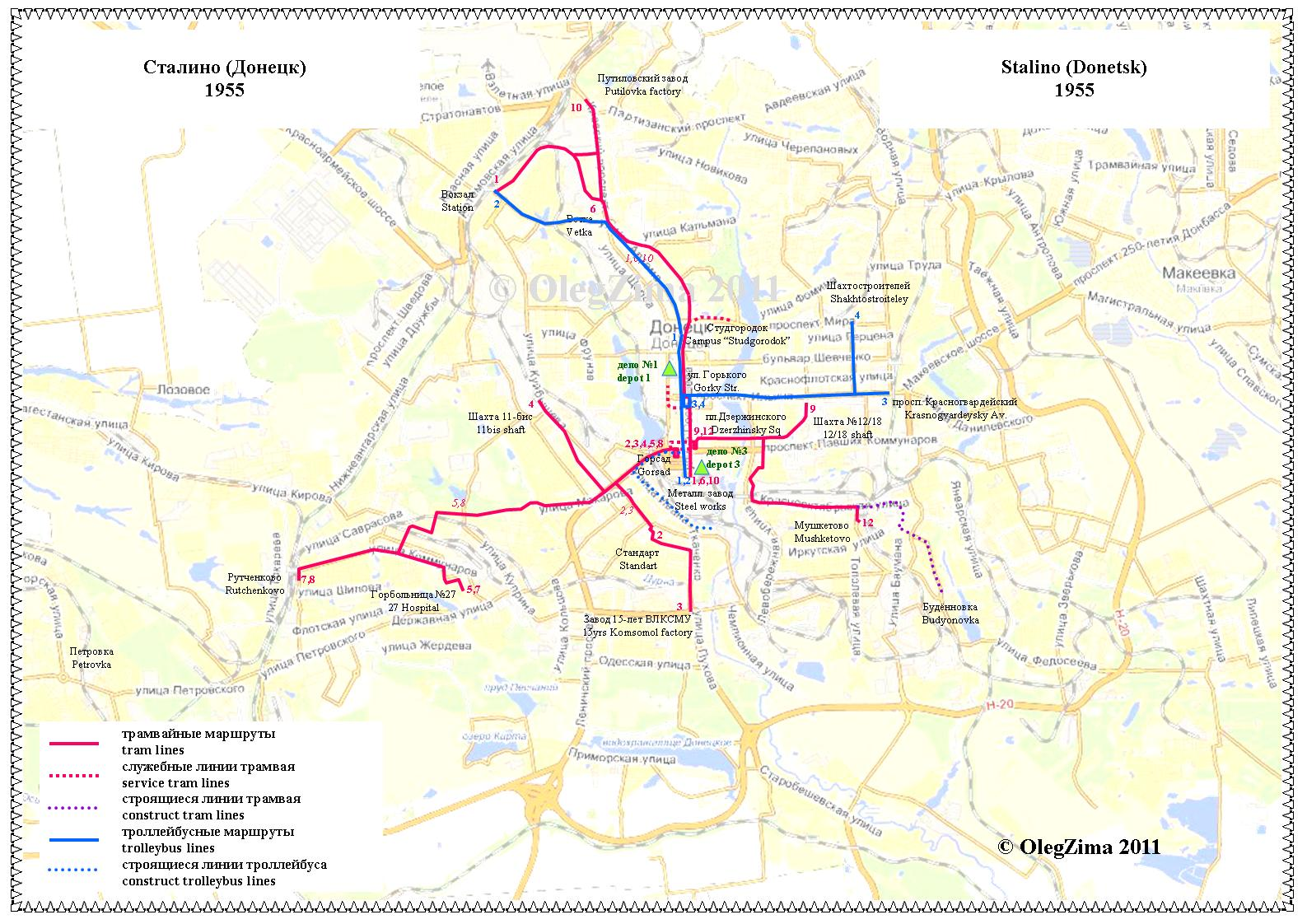
Маршруты троллейбуса г. Сталино в 1955 году

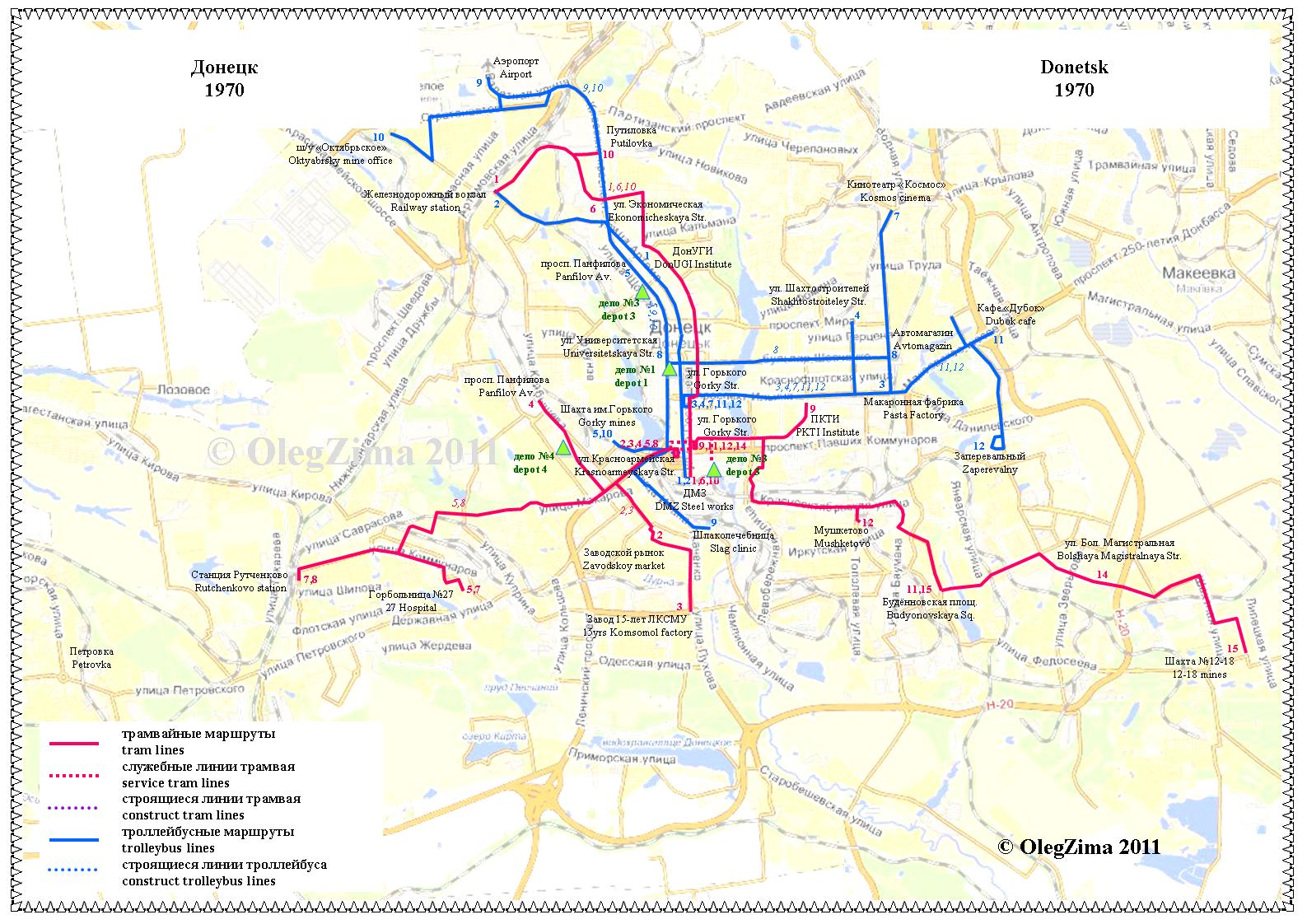
Маршруты троллейбуса г. Донецк 1970 году

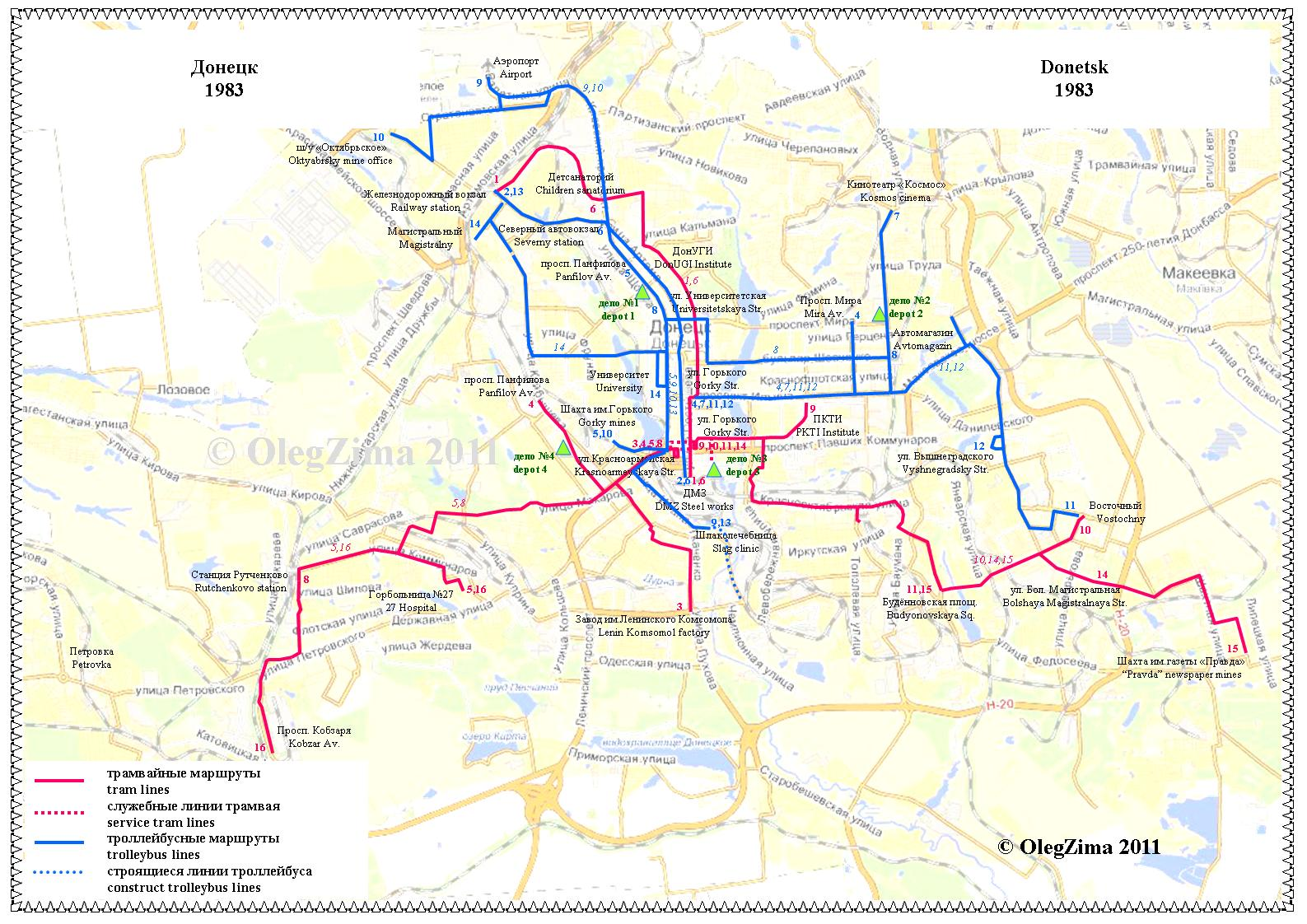
Маршруты троллейбуса г. Донецк 1983 году

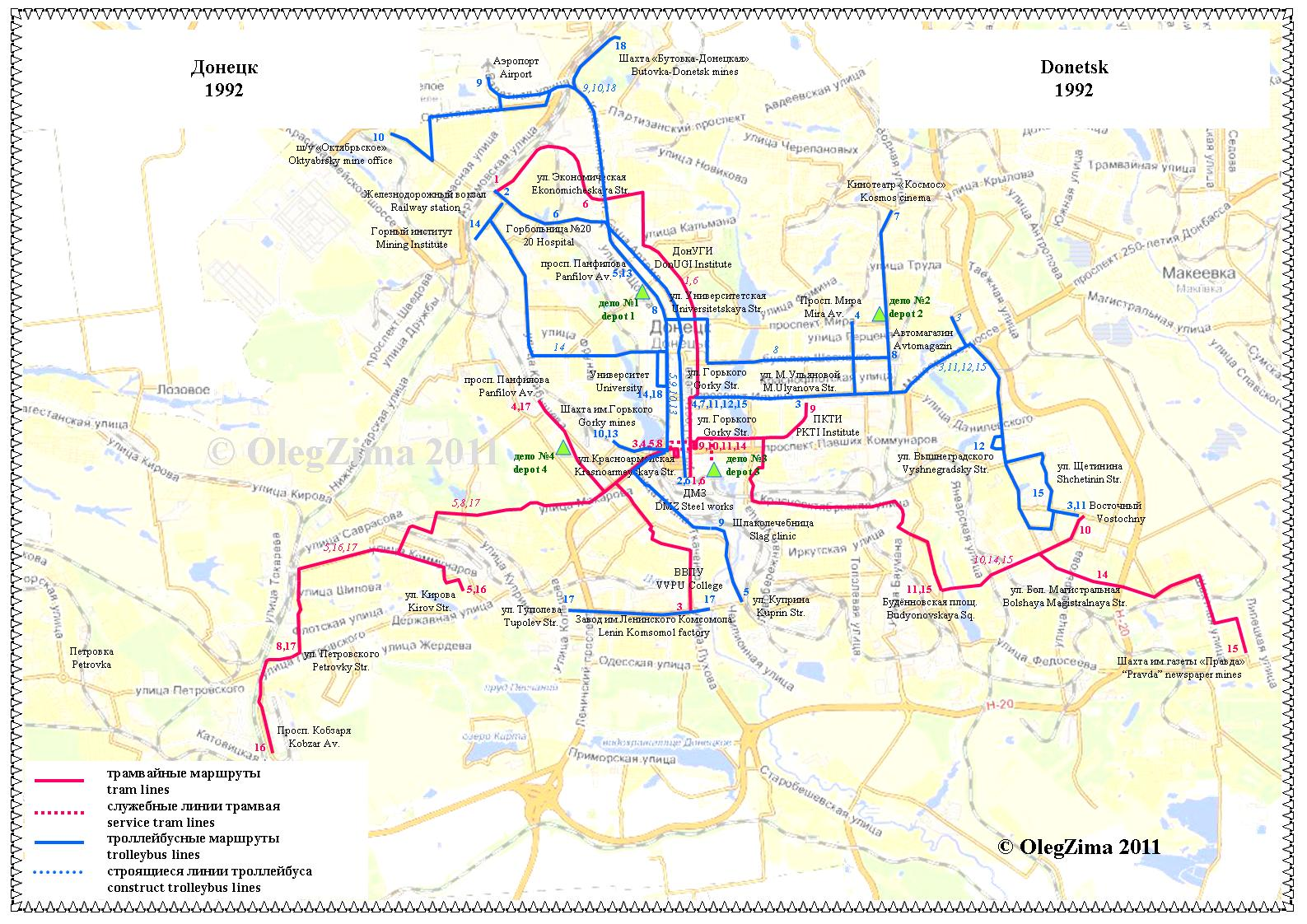
Маршруты троллейбуса г. Донецк 1992 году

- 5 Просп. Панфилова — Ул. Куприна (сокращённый маршрут № 17)
- 7 Ул. Горького — ул. Шахтинская
- 8 Ул. Университетская — Свято-Покровский храм
- 10 Х/к-т «Винтер» — Ш/у Октябрьский рудник (временный конечный пункт — Просп. Партизанский)
- 11 Ул. Горького — Мкр-н «Восточный»
- 12 Ул. Горького — Ул. Вышнеградского (сокращённый маршрут № 11, утренний маршрут)
- 14 Университет (ДонНУ) — Ул. Горная (Мкр-н «Привокзальный»)
- 17 Просп. Панфилова — Площадь Свободы
- 21 Ул. Пухова — Мкр-н «Широкий»

Дополнительные маршруты (используются для укорачивания основных)
- 1 ДМЗ — Площадь Шахтёрская (сокращённые маршруты № 2, 6)
- 4А Ул. Марии Ульяновой — Просп. Мира (сокращённый маршрут № 4)
- 7А Ул. Марии Ульяновой — ул. Шахтинская (сокращённый маршрут № 7)
- 3 Ул. Марии Ульяновой — Мкр-н «Восточный» (сокращённый маршрут № 11)
- 6 ДМЗ — Городская больница № 20 (сокращённый маршрут № 2)
- 13 Х/к-т «Винтер» — Пр. Панфилова (сокращённый маршрут № 10)

Действующие маршруты, которые были сокращены вследствие боевых действий
- 10 Х/к-т Винтер — Ш/у Октябрьский рудник (закрыт участок от Просп. Партизанского до Ш/у Октябрьский рудник)

Временно закрытые маршруты
- 9А Шлаколечебница — Ул. Путиловская (временный конечный пункт — Просп. Партизанский)
- 18 Университет (ДонНУ) — Ш/у «Бутовка-Донецкая» (пос. Новороссийский)

Контактная сеть этих маршрутов (№ 9А, 10, 18) частично уничтожена в результате боевых действий и мародерства
Закрытые маршруты
- 9 Шлаколечебница — Аэропорт (был временно закрыт на время реконструкции Аэропорта в 2011 году, а после из-за нереентабельности — отменён)
- 13А Ж/Д Вокзал — Универсам «Украина» (временный маршрут на время реконструкции по ул. Университетской)
- 15 Ул. Горького — Ул. Щетинина (доп. маршрут) (закрыт в 1990-х)
- 16 Ул. Горького — Мотель (доп. маршрут) (закрыт в 1990-х)
- 17А Просп. Панфилова — Ул. Туполева (доп. маршрут)
- 19 Ж/Д Вокзал — Аэропорт (закрыт в 2012 году из-за нереентабельности, дублировал маршрутное такси № 5)
- 20 Ул. Пухова — Площадь Свободы (доп. маршрут)
- 22 Ж/Д Вокзал — площадь Шахтёрская (доп. маршрут) (разворотное кольцо было перемещено на сторону ДМЗ, взамен появился маршрут № 1)

## История
В ноябре 1939 года была сдана в эксплуатацию первая трасса троллейбуса («Металлургический завод — Студенческий городок») протяжённостью 3,3 км. С 31 декабря 1939 года на линии работало 12 троллейбусов ЯТБ-2, но регулярная эксплуатация началась только 3 января 1940 года. Имелось пять промежуточных остановок: проспект Павших Коммунаров, Институтский проспект (ныне просп. 25 лет РККА), Комсомольский проспект, у кинотеатра имени Шевченко и трамвайно-троллейбусного парка (возле школы № 2 имени Кирова).
Во время войны несколько месяцев с апреля 1943 года немецкой оккупационной властью эксплуатировались 3 машины ЯТБ-4 на 1-м маршруте (5 машин вывезены в Германию, 4 разобрали на запчасти). За первые три месяца работы были перевезены троллейбусом 330000 человек.
После освобождения города было восстановлено движение 1 мая 1944 года двумя восстановленными машинами ЯТБ-4. Первым восстановленным после войны маршрутом был № 1 протяжённостью 3 км от металлургического завода до Студенческого городка.
7 ноября 1950 года троллейбусная линия продолжена вначале до Ветки, а с 26 августа 1951 года до железнодорожного вокзала — пущен второй троллейбусный маршрут («ДМЗ-Вокзал») по улице Артема. Первый маршрут курсировал только до Студенческого городка (значительно позже — до ДонУГИ).
1 мая 1952 года после строительства моста через Кальмиусское водохранилище по Макеевскому шоссе (сейчас — проспект Ильича) смогли пойти троллейбусы в восточном направлении, к Макеевке — появился маршрут № 3 «Студенческий городок — Гормолокозавод», а с 31 августа 1952 года маршрут № 4 «Студенческий городок — Шахтостроитель» по бульвару Шахтостроителей.

### Маршруты по состоянию на 1955 год
- 1 Металлургический завод — Студгородок
- 2 Металлургический завод — Железнодорожный вокзал
- 3 Студгородок — Гормолокозавод
- 4 Студгородок — посёлок Шахтостроитель

В 1954 году началось строительство (завершено 27 июля 1956 года) новой троллейбусной линии — от ул. Артёма до Шлаколечебницы (3,8 км), и троллейбусы пошли в Ленинский район Донецка (маршрут № 5). К 1957 году троллейбус (и маршрут № 5) продлён по улице Университетской от проспекта Павших Коммунаров до бульвара Шевченко («Бульвар Шевченко — Шлаколечебница»), появился маршрут № 6 («ДМЗ — Шахтерская площадь», позже — «ДМЗ — Железнодорожный переезд» — сейчас больница № 20). В мае 1957 года линия по проспекту Ильича продлена от Гормолокозавода до Макаронной фабрики.
В марте 1959 году построено первое троллейбусное депо на 80 мест (начало строительства в 1954 году).
В 1960-х годах проложены следующие троллейбусные линии:
- 9,0 км 15 ноября 1960 года по Красногвардейскому проспекту от Макаронной фабрики до кинотеатра «Космос» (Червоногвардейский район Макеевки) (маршрут № 7 «Студгородок — Трест „Красногвардейскуголь“»),
- 2,8 км в январе 1961 года по Университетской улице от бульвара Шевченко до проспекта Панфилова (маршрут № 5 «просп. Панфилова — Шлаколечебница»),
- 8,1 км 17 октября 1963 года по бульвару Шевченко от улицы Университетской до бульвара Шахтостроителей (маршрут № 8 «ул. Университетская — Шахтостроитель»),
- в июле 1965 года продлён маршрут № 8 от бульвара Шахтостроителей до Красногвардейского проспекта («ул. Университетская — Автомагазин»)
- 4,5 км 3 октября 1965 года по Киевскому проспекту от Шахтёрской площади до аэропорта (маршрут № 9 «Аэропорт (современный Путиловский автовокзал) — Шахтёрская площадь»), тогда же (по другим данным в 1968—1969 годах) закончена «троллейбуссация» Университетской улицы, что позволило продлить маршрут № 9 от Шахтёрской площади до Шлаколечебницы
- 1,4 км 1 мая 1967 года от города до шахты «Новоцентральная» (сейчас ш/у имени Горького). Тогда же маршрут № 5 перенесен на «просп. Панфилова — Шахта „Новоцентральная“».
- 10,0 км 15 марта 1968 года продлена троллейбусная ветка от Аэропорта до шахты «Октябрьской» (маршруты № 10 «Шахта „Октябрьская“ — Шахта „Новоцентральная“» и № 11 «Шахта „Октябрьская“ — Ветка»).
- в ноябре 1968 года продлены троллейбусные линии по Макеевскому шоссе до Макеевки (маршрут № 12 «ул. Горького — Кафе „Дубок“»).

В 1964 году снята контактная сеть, соединяющая ул. Артёма и просп. Ильича (по просп. Гурова и ул. Постышева), в результате чего конечной остановкой маршрутов № 3, 4, 7 вместо Студгородка стала площадь Ленина (конечная находилась напротив филармонии, далее троллейбус шёл по Комсомольскому проспекту, затем по ул. Горького, где и выезжал на пр. Ильича). С 1966 года, в связи со строительством здания областного управления грузового автотранспорта и подъезда дома 1/119 по проспекту Ильича конечная перенесена на ул. Горького, где оборудовано разворотное кольцо.
13 апреля 1970 года маршрут № 12 продлён от кафе «Дубок» по ул. Горностаевской и ул. Полоцкой рядом с шахтой имени газеты «Социалистический Донбасс» до шахт «Мушкетовская-Заперевальная» («ул. Горького — шахта „Заперевальная“»), а маршрут № 3 от Макаронной фабрики по новой линии от кафе «Дубок» до Пивзавода.

### Маршруты по состоянию на 1970 год
- 1 ДМЗ — ДонУГИ
- 2 ДМЗ — Вокзал
- 3 Ул. Горького — Пивзавод
- 4 Ул. Горького — Шахтостроитель (просп. Мира)
- 5 Просп. Панфилова — Шахта «Новоцентральная» (ш/у имени Горького)
- 6 ДМЗ — Железнодорожный переезд (Городская больница № 20)
- 7 Ул. Горького — Трест «Красногвардейскуголь» (Кинотеатр «Космос»)
- 8 Ул. Университетская — Автомагазин
- 9 Шлаколечебница — Аэропорт
- 10 Шахта «Октябрьская» — Шахта «Новоцентральная» (ш/у имени Горького)
- 11 Шахта «Октябрьская» — Ветка
- 12 Ул. Горького — Шахта «Заперевальная» (ул. Вышнеградского)

В апреле 1971 года было построено троллейбусное депо в Калининском районе, которому было присвоено название — троллейбусное депо № 2, а старому — троллейбусное депо № 1.
В 1974 году построена линия шахта «Заперевальная» — Микрорайон «Восточный» (ул. Раздольная), которая тогда проходила по ул. 301-й Донецкой дивизии от начала до конца, сюда был перенесен маршрут № 11 с Ветки «ул. Горького — ул. Раздольная». 16 марта 1975 года в связи с реконструкцией аэровокзала продлена трасса троллейбусного маршрута № 9 по ул. Взлётной от старого аэровокзала до нового.
В январе 1976 года пошли троллейбусы по проспекту Богдана Хмельницкого до Смолянки (тогда же появилась односторонняя линия по ул. Щорса от просп. Б. Хмельницкого до Театрального просп.): маршрут № 14 «Университет — Площадь 26 Бакинских комиссаров»

### Маршруты по состоянию на 1976 год
- 2 ДМЗ — Железнодорожный вокзал
- 4 Ул. Горького — Просп. Мира
- 5 Просп. Панфилова — Шахта имени Горького
- 6 ДМЗ — Северный Автовокзал
- 7 Ул. Горького — Кинотеатр «Космос»
- 8 Ул. Университетская — Автомагазин
- 9 Шлаколечебница — Аэропорт
- 10 Шахта имени Горького — Шахтоуправление «Октябрьское»
- 11 Ул. Горького — Ул. Раздольная
- 12 Ул. Горького — Ул. Вышнеградского
- 13 Шлаколечебница — Железнодорожный вокзал
- 14 Университет — Площадь 26 Бакинских комиссаров

В 1977 году продлён маршрут № 14 от площади 26 Бакинских комиссаров до ДОК («Университет — ДОК»).
В 1979 году (по другим данным, 10 ноября 1982 года) построена дублирующая односторонняя линия по ул. Прожекторной и Раздольной по маршруту № 11, появился новый маршрут № 15 «ул. Горького — ул. Щетинина» (не доезжал одну остановку до конечной маршрута № 11), а позже маршрут № 16 «ул. Горького — кафе Дубок».
В 1979 году полностью перестроена схема движения троллейбусов около строящегося здания областного совета, так демонтированы линии от ул. Университетской до ул. Артёма по бул. Шевченко, а движение маршрута № 8 от ул. 50-летия СССР до ул. Университетской осуществлялось по вновь построенной линии «Крытый рынок — ул. 50-летия СССР — просп. Мира — магазин „Изумруд“».
30 ноября 1982 года пошёл троллейбус по продлённому маршруту № 14. Теперь конечными пунктами 14 маршрута были «Университет» и микрорайон «Магистральный», протяжённость маршрута составила 14,5 км.
В 1987 году на улицах Донецка появились троллейбусные поезда из двух машин ЗиУ-682,, соединенных по системе Владимира Веклича. Всего до 2007 года эксплуатировалось 10 таких поездов. Построена линия «Шлаколечебница — ул. Пухова» по улицам Клинической и Куприна, продлён маршрут № 5 «просп. Панфилова — ул. Куприна». В январе 1993 года демонтирована часть этой линии, троллейбус теперь не объезжал военное училище, а шёл параллельно Кальмиусу.
1 февраля 1988 год] построена новая линия по ул. Куприна от ул. Пухова до ул. Туполева, появился маршрут № 17 «Высшее военно-педагогическое училище — Ул. Туполева»
В январе 1992 года введен в эксплуатацию троллейбусный маршрут № 18 «Университет — шахта Бутовка-Донецкая».
В 1992 году демонтирована контактная сеть от Макеевского шоссе до пивзавода (до этого заезжал на Пивзавод перед Восточным), а маршрут № 3 («Ул. Марии Ульяновой — Микрорайон „Восточный“») стал коротким маршрутом № 11.

### Маршруты по состоянию на 1992 год
- 2 ДМЗ — Железнодорожный вокзал
- 3 Ул. Марии Ульяновой — Микрорайон «Восточный»
- 4 Ул. Горького — Просп. Мира
- 5 Просп. Панфилова — Ул. Куприна
- 6 ДМЗ — Горбольница № 20
- 7 Ул. Горького — Кинотеатр «Космос»
- 8 Ул. Университетская — Автомагазин
- 9 Шлаколечебница — Аэропорт
- 10 Шахта имени Горького — Шахтоуправление «Октябрьское»
- 11 Ул. Горького — Микрорайон «Восточный»
- 12 Ул. Горького — Ул. Вышнеградского
- 13 Шахта имени Горького — Просп. Панфилова
- 14 Ул. Университетская — Горный институт (Магистральный)
- 15 Ул. Горького — Ул. Щетинина
- 16 Ул. Горького — кафе Дубок
- 17 Высшее военно-политическое училище — Ул. Туполева
- 18 Университет — Шахта «Бутовка-Донецкая»

В 1993 году реорганизовано движение по массивам Щетинина, Восточный, теперь одностороннее кольцо заходило на ул. Щетинина и ул. 230-й Стрелковой Дивизии, соединив массив Цветочный, демонтирована часть линии по ул. 301-й Донецкой дивизии. В феврале 1993 года начал действовать троллейбусный маршрут № 19 «Железнодорожный вокзал — Аэропорт». А в декабре 1993 года была закончена реконструкция троллейбусного маршрута № 17, который связывает просп. Панфилова и ул. Туполева.
28 августа 1993 года вступил в эксплуатацию троллейбусный маршрут № 20 — «Ул. Пухова — Площадь Свободы» по новой линии, а в июне 1995 года открылся троллейбусный маршрут № 21 — «ул. Пухова — микрорайон Широкий». В июле 1995 года ввели в действие дополнительный маршрут № 22 — «Железнодорожный вокзал — площадь Шахтёрская».

### Маршруты по состоянию на 1997 год
- 2 ДМЗ — Железнодорожный вокзал
- 3 Ул. Марии Ульяновой — Микрорайон «Восточный»
- 4 Ул. Горького — Просп. Мира
- 4А Ул. Марии Ульяновой — Просп. Мира
- 5 Просп. Панфилова — Ул. Куприна
- 6 ДМЗ — Горбольница № 20
- 7 Ул. Горького — Кинотеатр «Космос»
- 8 Ул. Университетская — Автомагазин
- 9 Шлаколечебница — Аэропорт
- 10 Шахтоуправление имени Горького — Шахтоуправление «Октябрьское»
- 11 Ул. Горького — Микрорайон «Восточный»
- 12 Ул. Горького — ул. Вышнеградского
- 13 Шахтоуправление имени Горького — Просп. Панфилова
- 14 Ул. Университетская — Горный институт
- 15 Ул. Горького — Ул. Щетинина
- 16 Ул. Горького — Мотель
- 17 Просп. Панфилова — Ул. Туполева
- 18 Университет — Шахта «Бутовка-Донецкая»
- 19 Железнодорожный вокзал — Аэропорт
- 20 Ул. Пухова — Площадь Свободы
- 21 Ул. Пухова — Микрорайон «Широкий»
- 22 Железнодорожный вокзал — площадь Шахтёрская

17 октября 2011 года введена односторонняя линия по просп. Гурова от ул. Набережная до ул. Горького, движение по просп. Ильича от ул. Горького до ул. Набережной (площ. Конституции) сохранилось односторонним в сторону из центра.

### Маршруты по состоянию после 2014 года
Данные работы электротранспорта на 26.02.2015:
1. Троллейбусное депо №1:

– троллейбусный маршрут №18 — разрушена инфраструктура маршрута (планируется восстановление при поступлении материала);
— троллейбусный маршрут №10 — разрушена инфраструктура маршрута (планируется восстановление при поступлении материала);
— троллейбусный маршрут №14 — движение осуществляется по всей длине маршрута;
— троллейбусный маршрут №13 — введён в связи повреждением маршрута №10;
— троллейбусные маршруты №5, №17 — движение осуществляется по всей длине маршрута;
1. Троллейбусное депо №2:

— троллейбусный маршрут №2 — разрушена инфраструктура маршрута (планируется восстановление при поступлении материала);
— троллейбусный маршрут №6 — введён в связи повреждением маршрута №2;
— троллейбусные маршруты №4, 7, 8, 11, 12 — движение осуществляется по всей длине маршрута.
1 марта 2015 года демонтирована контактная сеть троллейбусного маршрута № 5, для восстановления троллейбусного маршрута № 2.
3 марта 2015 года
открыт новый (дополнительный) троллейбусный маршрут № 1 Донецкий Металлургический Завод — площадь Шахтерская
5 марта 2015 года после ремонтно-восстановительных работ контактной сети, восстановлена работа троллейбусного маршрута № 2.
31 марта 2015 года частично демонтирована контактная сеть троллейбусного маршрута № 21.
30 ноября 2015 года после ремонтно-восстановительных работ контактной сети, восстановлена работа троллейбусного маршрута № 10 до остановки «просп. Партизанский» (просп. Киевский).
13 июля 2016 года восстановлена контактная сеть троллейбусного маршрута № 21 на участке от микрорайона Мирный до микрорайона Широкий, которая в 2015 году была временно демонтирована для восстановления троллейбусного маршрута № 10 и трамвайного маршрута № 16.
31 октября 2016 года восстановлена контактная сеть троллейбусного маршрута № 5 «пр. Панфилова — ул. Куприна» на участке от ул. Цветная до ул. Куприна.
С 1 февраля 2023 года запустили автобус маршрут 14а дублирующий троллейбусный маршрут, который ходит до ДОК из-за постоянных обстрелов на привокзальный рынок
| Года | Количество троллейбусов | Протяженность контактной сети, км |
| ---- | ----------------------- | --------------------------------- |
| 1940 | 11                      | 7,0                               |
| 1950 | 23                      | 10,6                              |
| 1955 | 52                      | 29,7                              |
| 1960 | 82                      | 51,0                              |
| 1970 | 211                     | 109,8                             |
| 1980 | 274                     | 141,5                             |
| 1990 | 334                     | 160,5                             |
| 2000 | 286                     | 186,5                             |
| 2010 | 248                     | 186,7                             |
| 2017 | 208                     | 116,2                             |

## Подвижной состав
В настоящее время маршруты обслуживаются машинами типа:
- ЮМЗ Т2 (31 машина из 74) с 1995 года
- ЛАЗ-Е183A1 (33 машины из 75) с 2011 года
- ЛАЗ-Е301A1 (7 машин из 29) с 2011 года

Ранее были также:
- ЗиУ-9 (553 машины) в 1972-2023
- ЯТБ-4 и ЯТБ-4А (15 машин) в 1939—1958
- МТБ-82 (83 машины) в 1948—1972
- Киев-2 (8 машин) в 1962—1967
- Киев-4 (12 машин) в 1963—1967
- Киев-5 (К5-ЛА) (10 машин) 1964—1968

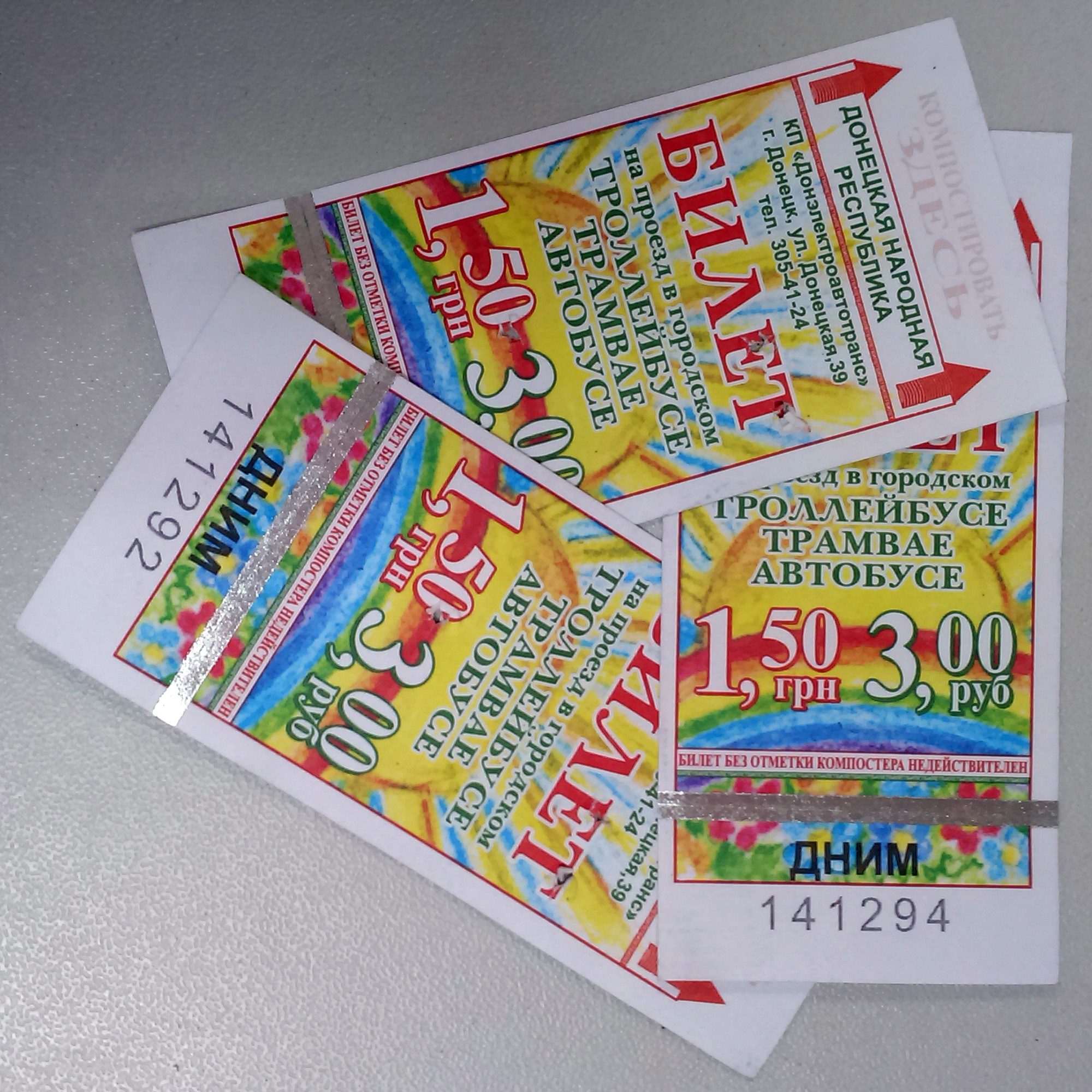
Билет на проезд в городском троллейбусе, 2015 год

- ЗИУ-5 (182 машин) в 1961—1985Билет на проезд в городском троллейбусе, 2015 год
- ЗиУ-6205 (20 машин) в 1994—2010
- ЛАЗ-52522 (1 машина) в 1995—2009
- ЮМЗ Т1 (48 машины) в 1993—2010

## Троллейбусные системы — Донецкой области (действующие)
- Горловский троллейбус
- Краматорский троллейбус
- Макеевский троллейбус
- Славянский троллейбус
- Харцызский троллейбус

## Троллейбусные системы — Донецкой области (не действующие/закрытые)
- Бахмутский троллейбус
- Дзержинский троллейбус
- Добропольский троллейбус
- Мариупольский троллейбус
- Углегорский троллейбус